# شاهین زکی‌اف
شاهین زکی‌اف (ترکی آذربایجانی: Şahin Zəkiyev؛ زادهٔ ۱۱ ژوئن ۱۹۹۹) بازیکن فوتبال است.
وی همچنین در تیم ملی فوتبال زیر ۲۱ سال جمهوری آذربایجان بازی کرده‌است.